# ジャノリス・ジェンキンス
ジャノリス・ジェンキンス（Janoris Jenkins、1988年10月29日 - ）はフロリダ州パホーキー出身のアメリカンフットボール選手。ポジションはコーナーバック。あだなは「ジャックラビット」。

## 経歴

### プロ入りまで
高校3年次の2008年には、パレード誌よりオールアメリカンに選ばれた。またRivals.comからは4つ星に評価されて、全米で6位のコーナーバックと評価された。
フロリダ大学時代には1年次からレギュラーとしてプレー、BCSナショナル・チャンピオンシップ・ゲームにも出場した。この年、カレッジフットボールニュース、スポーティングニュースよりフレッシュマンのオールアメリカンに選ばれた。
しかし、2009年6月1日にゲインズビルのバーのそばでけんかを起こし、逮捕される際に警察に抵抗したためテイサーで制圧された。警察からけんかのきっかけを尋ねられた彼は、誰かが自分の首から金のチェーンを盗もうとしたことだと語った。この事件では、6ヶ月の保護観察処分を受けた。
2010年、サウスカロライナ大学のアルション・ジェフリー、ジョージア大学のA・J・グリーン、アラバマ大学のフリオ・ジョーンズとのマッチアップで、平均4.7キャッチ、38ヤードに抑える活躍を見せてAP通信より、サウスイースタン・カンファレンスのファーストチーム、Rivals.comよりオールアメリカンのサードチームに選ばれた。
2011年1月と4月23日にマリファナの不法所持で逮捕された。4月26日、フロリダ大学のフットボール部は彼を追放した。その後NCAAディビジョンIIのノースアラバマ大学に編入した。
シニアボウルで活躍、ドラフトコンバインでは、40ヤード走で4秒46を出すなど、高い身体能力を示した。

### セントルイス・ラムズ
2012年のNFLドラフト2巡でセントルイス・ラムズから指名された。7月に4年500万ドルで契約を結んだ。
トレーニングキャンプでは、新人のトルメイン・ジョンソン、ベテランのコートランド・フィネガン、ブラッドリー・フレッチャーとポジションを争い、開幕から先発コーナーバックに選ばれた。
デトロイト・ライオンズとの開幕戦ではマッチアップしたタイタス・ヤングにトラッシュトークをしかけ、試合中に頭突きを受けた。この試合でマシュー・スタッフォードからプロ入り初のインターセプトをあげた。第2週のワシントン・レッドスキンズ戦ではフレッド・デービスへのアンネセサリーラフネスで15,750ドルの罰金を課せられた。
第6週のマイアミ・ドルフィンズ戦では彼が守るレシーバーに、9本中9本のパスを決められ、マーロン・ムーアの29ヤードのTDレシーブも許した。第10週のサンフランシスコ・フォーティナイナーズ戦にはチームの規律を破ったことから、インアクティブとなった。第12週のアリゾナ・カージナルス戦では2インターセプト、いずれもリターンタッチダウンをあげた。1試合で2インターセプトリターンTDは、NFLでは1960年のボビー・フランクリン以来となる史上4人目の快挙であり、この週のNFC最優秀守備選手に選ばれた。第13週のサンフランシスコ・フォーティナイナーズ戦では2ヤードのファンブルリカバーTDをあげた。第16週のタンパベイ・バッカニアーズ戦でも41ヤードのインターセプトリターンTDをあげた。この年先発14試合を含む15試合に出場し、73タックル、4インターセプト、4タッチダウンをあげた。パントリターナーとしても起用され9回で46ヤードをリターンしたが、3回ファンブルしている。守備選手としての4タッチダウン（インターセプト3回、ファンブルリカバー1回）はこの年のNFLトップの数字であった。この年彼はキャロル・ローゼンブルーム記念賞を受け取った。新人で3インターセプトリターンタッチダウンをあげたのは、シカゴ・ベアーズのチャールズ・ティルマンに並ぶNFLタイ記録となった。
2013年もフィネガンとともに先発コーナーバックを務めた。開幕戦のアリゾナ・カージナルス戦では4タックル、シーズン最多の3パスブロックで27-24の勝利に貢献した。10月13日のヒューストン・テキサンズ戦ではT・J・イエーツをサック、NFL初サックをあげた。次のプレーで彼はイエーツのパスをインターセプト、チームは38-13で勝利した。第15週のニューオーリンズ・セインツ戦ではシーズン最多の6タックルをあげた。この年、全16試合に先発出場し、61タックル、14パスブロック、1サック、1インターセプトをあげた。
2014年、E・J・ゲインズと先発コーナーバックを務めた。9月21日のダラス・カウボーイズ戦ではトニー・ロモのパスをインターセプト、25ヤードのリターンタッチダウンをあげた。第9週のシアトル・シーホークス戦ではシーズン最多の9タックルをあげた。第8週と第9週の試合をひざの負傷で欠場した。11月23日のサンディエゴ・チャージャーズ戦では4タックル、1ファンブルフォース、さらに99ヤードのインターセプトリターンタッチダウンをあげた。この年、先発13試合を含む14試合に出場し、59タックル、1ファンブルフォース、2インターセプト、2タッチダウンをあげて、チームメートのタボン・オースティンとともに、プロボウルの補欠選手に選ばれた。
2015年9月27日のピッツバーグ・スティーラーズ戦でシーズン最多の９タックル、ベン・ロスリスバーガーからインターセプトを奪ったがチームは6-12で敗れた。。翌週のアリゾナ・カージナルス戦でもカーソン・パーマーのパスをインターセプト、24-22の勝利に貢献した。第12週のシンシナティ・ベンガルズ戦ではアンディ・ダルトンのパスをインターセプトしたが、チームは7-31で敗れた。この年15試合に先発出場し、64タックル、16パスブロック、3インターセプトをあげた。

### ニューヨーク・ジャイアンツ
2016年3月9日、5年6250万ドル（2900万ドルの保証、1000万ドルのサインボーナス）でニューヨーク・ジャイアンツと契約した。この年、ドミニク・ロジャース＝クロマティ、イーライ・アップル、ランドン・コリンズとともにディフェンスバック陣を形成した。
ダラス・カウボーイズとの開幕戦では、3タックルをあげるとともに、デズ・ブライアントをレシーブ1回、8ヤードに抑え、20-19の勝利に貢献した。翌週のニューオーリンズ・セインツ戦では8タックルをあげるとともに、FGブロックされたボールをリターンし、タッチダウンをあげた。10月9日のグリーンベイ・パッカーズ戦ではアーロン・ロジャースから2回インターセプトをあげた。ロジャースが地元ランボー・フィールドで同じ選手に2度インターセプトされたのは初めてのことであった。11月14日のシンシナティ・ベンガルズ戦ではその時点でNFLのリーディングレシーバーであったA・J・グリーンをわずか4回23ヤードに抑えた。この年15試合に先発出場した彼は、49タックル、自己ベストの18パスブロック、1サック、3インターセプトをあげた。ジャイアンツは、11勝5敗でプレーオフに進出、2017年1月8日のパッカーズ戦は彼にとって初めてのプレーオフとなったが、1タックルにとどまり、チームは13-38で敗れた。この年、自身初のプロボウル及びオールプロセカンドチームに選ばれた。またNFLトップ100選手（2017年）の54位に評価された。プロボウルにノースアラバマ大学出身の選手が選ばれたのは1956年のハーロン・ヒル以来であった。
2017年10月15日、デンバー・ブロンコス戦で5タックル及びトレバー・シーミアンのパスをインターセプト、43ヤードのリターンタッチダウンをあげた。10月31日の試合はチームの規律違反を犯したため出場停止となった。わずか1試合の欠場で11月7日の試合に復帰した。足首の手術をすることとなり、11月29日に故障者リスト入りした。この年9試合に出場、31タックル、3インターセプト（2リターンタッチダウン）、1ファンブルフォースをあげた。
2018年は、全16試合に出場し、70タックル、2インターセプト、1ファンブルフォースの成績を残した。ジャイアンツは、5勝11敗でプレーオフを逃した。
2019年、第4週のワシントン・レッドスキンズ戦で新人QBドウェイン・ハスキンズから2インターセプトをあげて、NFCの週間最優秀守備選手に選ばれた。12月13日、Twitterにて中傷的な発言をした後、謝罪することを拒否したとしてジャイアンツから解雇された。ジャイアンツでは13試合に出場し、53タックル、4インターセプトをあげた。

### ニューオーリンズ・セインツ
ジャイアンツを解雇された直後の2019年12月16日、ニューオーリンズ・セインツと契約を結んだ。背番号はジャイアンツ時代と同じ20番。第17週のカロライナ・パンサーズ戦でカイル・アレンのパスをインターセプトした。プレーオフのミネソタ・バイキングス戦では8タックル、1ファンブルフォースを記録した。
2020年3月23日、2年1675万ドルの契約を結んだ。第1週のタンパベイ・バッカニアーズ戦でトム・ブレイディのパスをインターセプト、36ヤードのリターンタッチダウンをあげた。第11週のアトランタ・ファルコンズ戦でマット・ライアン、第12週のデンバー・ブロンコス戦でケンドール・ヒントンのパスをインターセプトした。
2021年3月11日、セインツから解雇された。

### テネシー・タイタンズ
2021年3月19日、テネシー・タイタンズと2年1500万ドルの契約を結んだ。この年先発13試合を含む14試合に出場、54タックル、6パスディフェンス、1ファンブルフォース1インターセプトをあげた。

### サンフランシスコ・フォーティナイナーズ
2022年11月29日、サンフランシスコ・フォーティナイナーズとプラクティス・スクワッド契約を結んだ。

## 人物
いとこのパーネル・マクフィーもNFL選手となっており、トラッシュトーカーである。
2018年6月、彼の所有する住居で遺体が発見され、兄に殺人容疑がかけられた。